# Victor Ferreyra
Victor Ferreyra (født 24. februar 1964) er en tidligere argentinsk fodboldspiller.

## Argentinas fodboldlandshold
| Argentinas landshold | Argentinas landshold | Argentinas landshold |
| År                   | Kmp                  | Mål                  |
| -------------------- | -------------------- | -------------------- |
| 1991                 | 2                    | 1                    |
| Total                | 2                    | 1                    |